# Ozimek
Ozimek è un comune urbano-rurale polacco del distretto di Opole, nel voivodato di Opole.
Ricopre una superficie di 126,5 km² e nel 2004 contava 21 148 abitanti.